# Izzie Stevens
Pour les articles homonymes, voir Stevens.
 (novembre 2020).
Si vous disposez d'ouvrages ou d'articles de référence ou si vous connaissez des sites web de qualité traitant du thème abordé ici, merci de compléter l'article en donnant les références utiles à sa vérifiabilité et en les liant à la section « Notes et références ».
Isobel «Izzie» Katherine Stevens,  est un personnage de fiction de la série télévisée dramatique médicale Grey's Anatomy, diffusée sur l'American Broadcasting Company (ABC) aux États-Unis. Le personnage a été créé par la productrice de série Shonda Rhimes, et a été interprété par l'actrice Katherine Heigl de 2005 à 2010. Interne en chirurgie au Seattle Grace Hospital, Izzie évolue au cours de la série jusqu'à devenir une résidente, de même que ses relations avec ses collègues Meredith Grey (Ellen Pompeo), Cristina Yang (Sandra Oh), George O'Malley (TR Knight) et Alex Karev (Justin Chambers).
La performance de Mme Heigl dans le rôle d'Izzie a été saluée par la critique et l'actrice a reçu de nombreux prix et nominations pour son rôle, remportant le trophée de la "Meilleure actrice dans un second rôle dans une série dramatique" aux Emmy Awards 2007. Cependant, elle a critiqué le développement du personnage au cours de la quatrième saison de l'émission, en particulier sa relation avec George. Elle a refusé une nomination pour les Emmy Awards 2008, citant l'insuffisance de matière dans le développement de son personnage.
Après avoir pensé qu'Izzie serait tuée au cours de la cinquième saison, le personnage est diagnostiqué avec un mélanome métastatique de stade 4. Elle a épousé Alex au cours du 100e épisode de la série, puis sa tumeur a été enlevée avec succès. Izzie fait sa dernière apparition dans la sixième saison, quittant Seattle après qu'Alex a refusé de reprendre leur relation. Heigl a demandé à être libérée de son contrat 18 mois plus tôt, afin de passer plus de temps avec sa famille. 
Dix ans après sa dernière apparition en 2010, le destin du personnage a été révélé dans un épisode de la saison 16.

## Épisodes notables
Ces épisodes sont centrés sur Izzie ou sont par ailleurs très instructifs sur sa vie.
- Combat de femmes (1x04)
- Démesure (2x10)
- Cœurs esseulés (2x11)
- Franchir la ligne (2x15)
- Un cœur pour deux - 1re partie (2x25)
- Un pour tous… - 2e partie (2x26)
- … Tous pour un - 3e partie (2x27)
- Sous surveillance (3x06)
- La Loi du silence - 1re partie (3x11)
- La Loi du silence - 2e partie (3x12)
- Sexe, concurrence et charité (3x13)
- Tous sur le pont (3x15)
- Disparitions (3x16)
- Entre deux mondes (3x17)
- Passé pas simple (3x20)
- À chacun son drame (5x18)
- Une belle soirée pour sauver des vies (5x19)
- Savoir pardonner (5x21)
- Le Plus Beau Jour (5x22)
- Projets d'avenir (5x23)
- Ne me quitte pas (5x24)
- Tous paranos (6x03)
- Invasion (6x05)
- Entre amour et chirurgie (6x12)
- Leave a Light On (16x16)

## Histoire du personnage
Le personnage d'Izzie Stevens apparaît dans 110 épisodes de l'univers de Grey's Anatomy, chacune de ses apparitions se faisant dans la série mère.
Une de ses apparitions dans la série est un caméo joué par une autre actrice, non créditée, dans la saison 16.
Izzie est issue d'une famille pauvre vivant dans une caravane. Elle pose pour une campagne de publicité de lingerie pour payer ses études en médecine. Elle a eu une fille, Hannah, alors qu'elle n'avait que 16 ans, qu'elle a fait adopter. Ce passé douloureux la rattrape dans la série, lorsque sa fille vient à l'hôpital en quête d'une greffe de moelle pour soigner sa leucémie.
Au début de la série, Izzie vit en colocation avec Meredith Grey et George O'Malley, qui est par la suite remplacé par Alex à partir de l'épisode 18 de la saison 3. Izzie entretient une brève mais intense relation avec Alex Karev puis elle tombe amoureuse d'un de ses patients, Denny Duquette, qui après sa mort lui lègue sa fortune de 8,7 millions de dollars dont elle fait don au dispensaire du Dr Miranda Bailey. Elle tombe ensuite amoureuse de son meilleur ami George O'Malley qui est encore marié au Dr Callie Torres. Mais leur relation n'aboutit finalement qu'à une brève histoire qui ternit quelque peu leur grande amitié. 
Au cours de la saison 5, elle a des visions de Denny tout en sortant avec Alex. En se rendant compte de l'étendue de ses diverses visions, Izzie utilise les internes pour se faire son propre diagnostic, qui révèle la présence d'un cancer avec très peu de chances de survie. Le Dr. Shepherd décide de l'opérer et par la suite, elle officialise sa relation avec Alex par un mariage qu'elle avait organisé au départ pour Meredith et Derek. À la fin de la saison 5, elle est opérée une ultime fois par Derek Shepherd. En période post-op, elle fait un arrêt cardiaque par suite d'un taux élevé de potassium dans le sang (hyperkaliémie) et bien qu'elle ait signé une décharge de non-réanimation, Alex, puis le Dr Webber décident d'ignorer cette directive anticipée et tentent de la réanimer. Elle est entre la vie et la mort à la fin du dernier épisode de la saison 5. 
Le premier épisode de la saison 6 montre qu'elle a survécu à son arrêt cardiaque. Elle continue un traitement contre son cancer. Peu après, elle reprend le travail. Elle est désorientée sans George, mort il y a quelques semaines, et sa relation avec Alex se complique. Une fusion entre l'hôpital le Seattle Grace Hospital et l'hôpital Mercy West entraîne des restrictions budgétaires. Tout le monde peut être renvoyé à la moindre erreur. Elle est renvoyée, et c'est en partie la faute d'Alex, même si ce n'était pas volontaire car il a demandé au chef de protéger Izzie parce qu'elle était trop fragile et que son boulot était la seule chose qui l'aidait mais le chef ayant mal interprété cela, décide de la virer. Elle s'en va en laissant une lettre à Alex pour lui dire qu'elle le quitte. Alex ne parvient pas à la joindre et tout le monde s'inquiète. Elle revient pour faire soigner son ancien professeur de biologie au collège qui lui a donné envie d'être médecin et pour essayer de reconstruire sa vie avec Alex. Cependant, celui-ci la repousse et elle part. On croyait ne plus la voir mais dans une poignée de lettres envoyées à Meredith, Jo, Richard et Bailey, on apprend finalement qu'Alex a quitté sa femme pour retrouver son premier amour : Izzie